# Heinz Zednik
Heinz Zednik (né le 21 février 1940 à Vienne) est un ténor autrichien.

## Biographie
Il fit ses études au conservatoire de sa ville natale, débuta à Graz et devint en 1965 membre permanent du Staatsoper. À partir de 1970, il chante au Festival de Bayreuth, où il reprend le flambeau de Gerhard Unger et Gerhard Stolze dans les rôles de Mime (L'Or du Rhin et Siegfried), Loge (L'Or du Rhin dans la mise en scène de Patrice Chéreau en 1976) et David (Les Maîtres Chanteurs de Nuremberg). Il chanta par ailleurs Valzacchi du Chevalier à la rose sous la direction d'Herbert von Karajan, le Scribe de La Khovanchtchina sous la direction de Claudio Abbado ainsi que le Metteur en scène de Un ré in ascolto de Luciano Berio sous la direction de Lorin Maazel.
Heinz Zednik possède un don naturel pour le comique, le burlesque, l'ironie, tant grâce à sa voix très aigüe et flexible que grâce à un physique fluet de clown qui ont fait de lui l'interprète idéal de ses rôles fétiches ; même si l'artiste tend quelquefois à exagérer ses effets, qui deviennent alors des tics.